# Agnieszka Czopek
Agnieszka Ewa Czopek-Sadowska (ur. 9 stycznia 1964 w Krzeszowicach) – polska pływaczka, pierwsza polska medalistka olimpijska w pływaniu (Moskwa 1980).

## Kariera
Czopek urodziła się w usportowionej rodzinie Czesława Czopka, który kierował karierą sportową córek i Sylwii Pudło (siatkarka i wioślarka OŚ AZS Kraków). Czopek była zawodniczką krakowskiego klubu Jordan (1971–1984) i uczennicą Szkoły Mistrzostwa Sportowego w Krakowie. Jej największy sukces (w wieku 16 lat) to brązowy medal Igrzysk Olimpijskich w Moskwie w 1980 na 400 m stylem zmiennym z czasem 4:48,17 (rekord Polski). Była również brązową medalistką I Pucharu Świata w Tokio w 1979 oraz dwukrotną brązową medalistką mistrzostw Europy (Split 1981 – 200 m stylem motylkowym i 400 m stylem zmiennym). 14-krotna mistrzyni Polski, 37-krotna rekordzistka Polski. Laureatka Plebiscytu Przeglądu Sportowego w 1980 (10. miejsce). Ze względów zdrowotnych zakończyła karierę w 1984.
Po ukończeniu studiów na krakowskim AWF w roku 1987, podjęła pracę trenerską w Szkole Mistrzostwa Sportowego w Krakowie, karierę trenerską zakończyła w 2020 roku. Przez wiele lat prowadziła grupy naborowe nauki pływania. Występuje w roli sędziego na zawodach pływackich. Medal olimpijski przekazała Muzeum Sportu i Turystyki w Warszawie. Jej trenerami byli: Jacek Choynowski (1974–1981), Janusz Różycki i Jan Jabłoński (1982–1984).

## Życie prywatne
Mieszka w Przegini Duchownej. Cała jej rodzina to Świadkowie Jehowy (została ochrzczona na kongresie pod hasłem  „Pouczani przez Boga” w Krakowie w 1993), syn Krystian (ur. 1991) był mistrzem Polski juniorów w pływaniu (zrezygnował z kariery).